# جان جان (چاووش ۹)
جان جان که در گذشته با نام چاووش ۹ شناخته می‌شد، نهمین آلبوم موسیقی از مجموعه ۱۲ آلبوم چاووش می‌باشد که در جشن هنر طوس در تیر ماه سال ۱۳۵۶ اجرا شده بود. این اثر توسط گروه شیدا به آهنگسازی و سرپرستی محمدرضا لطفی و باحضور محمدرضا شجریان به عنوان خواننده در دستگاه سه‌گاه اجرا شده‌است. اشعار به کار رفته در این اثر از عطار و ه. الف. سایه است.
این اثر در گذشته با نام چاووش ۹ توسط کانون چاووش به بازار آمد و امروزه توسط موسسه فرهنگی و هنری آوای شیدا زیر نظر استاد محمدرضا لطفی در قالب سی دی و با نام جان جان منتشر شده‌است.
محمدرضا لطفی بر روی جلد آلبوم جان جان توضیحاتی دربارهٔ ساخت این اثر داده است و در بخشی از آن به این نکته اشاره می‌کند که این اثر در فضای باز ضبط شده و صدای باد در برخی قسمت‌های آن تأثیر منفی گذاشته است. البته آن‌ها در انتشار مجدد این اثر توسط آوای شیدا، آلبوم را در حد مقدور تصحیح و پالایش کرده‌اند.

## شرح اثر

### هنرمندان
- آواز: محمدرضا شجریان
- اجرای گروه شیدا به سرپرستی محمدرضا لطفی:

- - تار: محمدرضا لطفی
  - تار: زیدالله طلوعی
  - نی: عبدالنقی افشارنیا
  - سنتور: پشنگ کامکار
  - کمانچه: درویش‌رضا منظمی
  - عود: میراسماعیل صدقی‌آسا حسینی
  - تنبک: بیژن کامکار

- شعرهای این اثر از مجموعه شعرهای عطار و ه. الف. سایه انتخاب شده بود.

- طراح گرافیک: فرامرز عرب‌نیا
- مدیر اجرایی: ناصر ایزدی

### فهرست آهنگ‌ها
1. پیش‌درآمد (گروه‌نوازی)
2. درآمد و کرشمه (تار و سنتور)
3. چهارمضراب زنگ شتر و بهار مست: ابوالحسن صبا (تار و سنتور و تنبک)
4. درآمد، زابل، مویه و فرود:( آواز با تار و کمانچه)
5. ساز و آواز (مخالف، مثنوی، هدی پهلوی: آواز با تار و نی)
6. تصنیف (آواز با گروه‌نوازی نامدگان و رفتگان)
7. رنگ سه‌گاه (گروه نوازی)

## منبع
1. 1 2  پشت جلد آلبوم سپیده، موسسه فرهنگی و هنری آوای شیدا، دارای مجوز انتشار ۲/۱۵۲4 از وزارت فرهنگ و ارشاد.
2. ↑  جان جان بایگانی‌شده  در ۲۹ نوامبر ۲۰۱۷ توسط Wayback Machine - وب سایت موزیکانه